# Eleccions municipals de 2019 a Vandellòs i l'Hospitalet de l'Infant
Les eleccions municipals de 2019 a Vandellòs i l'Hospitalet de l'Infant van ser unes eleccions locals que es van celebrar el diumenge 26 de maig de 2019 a Vandellòs i l'Hospitalet de l'Infant, com a part de les eleccions municipals espanyoles, per a elegir els 13 regidors de l'Ajuntament de Vandellòs i l'Hospitalet de l'Infant.

## Sistema electoral
Les eleccions als ajuntaments de l'Estat espanyol estan fixades per celebrar-se el quart diumenge de maig cada quatre anys. El sistema electoral fa servir la regla D'Hondt amb representació proporcional, llistes tancades i una barrera electoral del 5% dels vots vàlids, que inclou els vots en blanc. La votació per a l'assemblea local es basa en el sufragi universal.
En les eleccions municipals, la circumscripció electoral és en l'àmbit municipal i el nombre d'escons (o sigui, regidors) a triar del municipi es determina en funció del nombre d'habitants censats en aquest municipi. En el cas de Vandellòs i l'Hospitalet de l'Infant, en tenir 4.478 persones censades, l'hi correspon 13 regidors.

## Candidatures
El 30 d'abril del mateix any, la Junta Electoral de Zona de Reus van proclamar-se les 7 candidatures oficials per Vandellòs i l'Hospitalet de l'Infant en el Butlletí Oficial de la Província de Tarragona.
1. Partit dels Socialistes de Catalunya-Candidatura de Progrés (PSC-CP)
2. Junts per Catalunya - Junts (JxCAT-JUNTS)
3. Federació d'Independents de Catalunya (FIC)
4. Esquerra Republicana de Catalunya-Acord Municipal (ERC-AM)
5. Candidatura d'Unitat Popular-Alternativa Municipalista (CUP-AMUNT)
6. Ciutadans-Partido de la Ciudadanía (Cs)
7. Partit Popular (PP)

### Constitució de les meses
En aquell moment, Vandellòs i l'Hospitalet de l'Infant tenia una població de 6.386 habitants, dels quals 4.478 persones van ser cridades a votar a una de les urnes de les 9 meses que es van constituir en algun dels col·legis electorals de Vandellòs i l'Hospitalet de l'Infant.

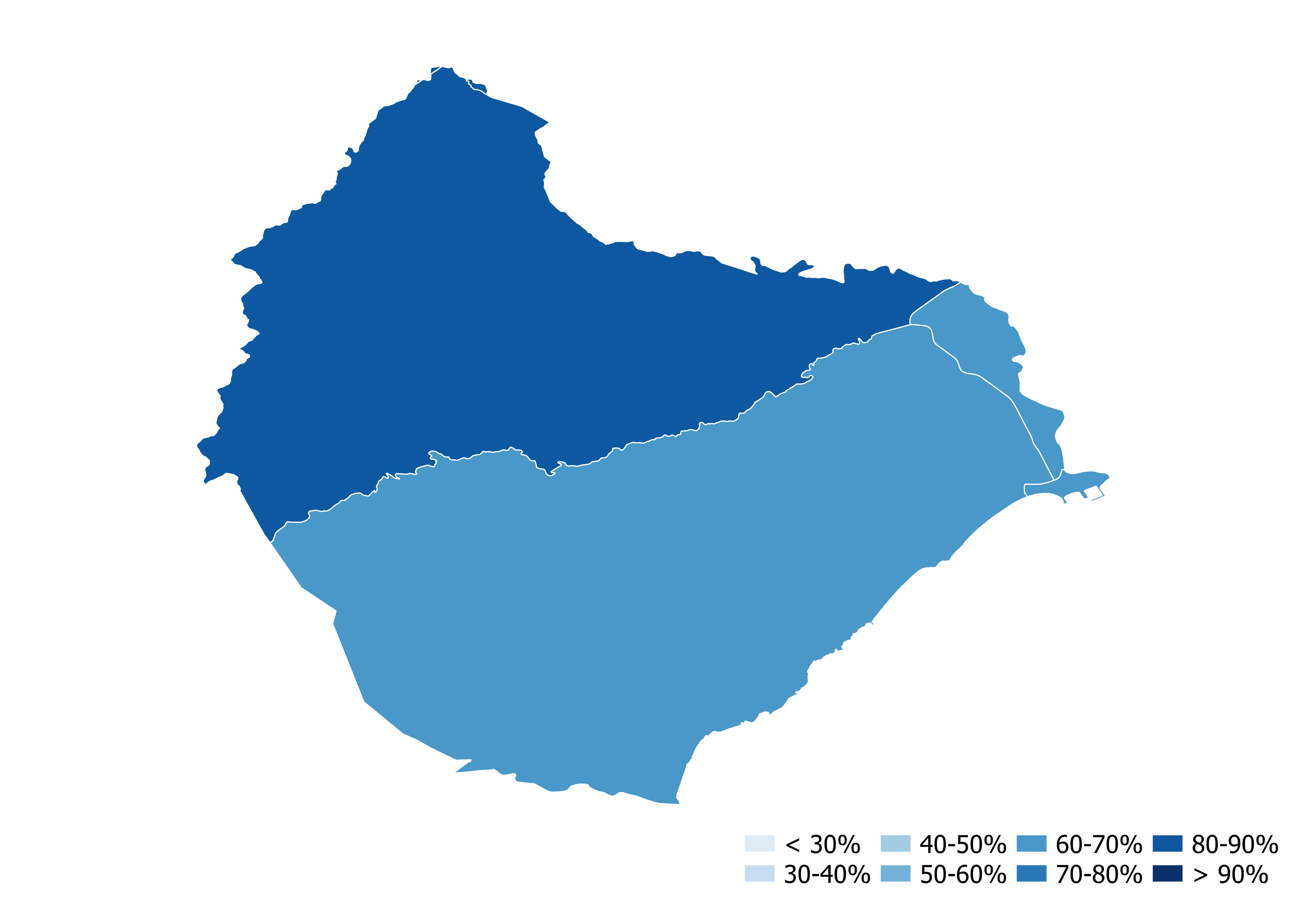
Participació per seccions

### Participació
La participació en aquestes eleccions va ser de 68,8%, el qual cosa implica que un total de 3.079 ciutadans del municipi van decidir exercir el seu dret a vot.
A continuació, es presenta una taula amb els percentatges de participació registrats a diferents hores del dia de les eleccions:
| Hores              | Total |
| ------------------ | ----- |
| Participació (14h) | 38,5% |
| Participació (18h) | 54,6% |
| Participació (20h) | 68,8% |